# Rhyacophila kuwayamai
Rhyacophila kuwayamai är en nattsländeart som beskrevs av Schmid 1970. Rhyacophila kuwayamai ingår i släktet Rhyacophila och familjen rovnattsländor. Inga underarter finns listade i Catalogue of Life.